# Osman Per
Osman Per (* 20. Juni 1973; † 11. Mai 1997 in Istanbul) war ein türkischer Fußballspieler.

## Karriere
Osman Per wechselte in der Jugend vom TSV 07 Stuttgart zu den Stuttgarter Kickers, wo er den Sprung in die Amateurmannschaft des Vereins schaffte. In der Saison 1996/97 konnte Per sein Profidebüt in der ersten Mannschaft der Kickers geben.
Im Mai 1997 reiste der Mittelfeldspieler in die Türkei, um ein Probetraining bei Fenerbahçe Istanbul zu absolvieren, wo auch sein Freund Tayfun Korkut, mit dem er bereits bei den Kickers in der Jugend spielte, unter Vertrag stand. Der Verein war von Per überzeugt und bot ihm einen Profivertrag an.
Noch in Istanbul telefonierte er mit seiner Familie – erzählte von seinem Traum, der in Erfüllung geht. Kurz darauf wurde Osman Per von einem LKW erfasst und starb noch an der Unfallstelle.